# Pyatt (Arkansas)
Pyatt est un village situé dans l’État américain de l'Arkansas, dans le comté de Marion.